# Kaokochloa
Kaokochloa, es un género monotípico de plantas herbáceas perteneciente a la familia de las poáceas. Su única especie: Kaokochloa nigrirostris De Winter, es originaria del sur de África en Sudáfrica.

## Descripción
Es una planta herbácea con cañas que alcanzan los 15-80 cm de altura;  ramificada arriba. Los entrenudos del tallo son huecos. Las láminas foliares son linear-lanceoladas a lanceoladas; amplias o estrechas; de 5-15 mm de ancho (5-12 cm de largo); planas, o laminadas. Son plantas bisexuales, con espigas bisexuales, y con flores hermafroditas.

## Etimología
El nombre del género deriva del griego chloé (hierba) y del nombre geográfico (Kaokoveld).